# 康拉德·布莱克
克罗斯港的布莱克男爵康拉德·莫法特·布莱克 KCSG（Conrad Moffat Black, Baron Black of Crossharbour 1944年8月25日—）是一名加拿大裔英国出版人、作家，主要在《国家邮报》上发表专栏，也写过十几本美国、加拿大历史相关的书籍。
他的父亲是一名商人，父亲死后他和哥哥蒙塔古·布莱克继承父亲在拉维尔斯顿公司（Ravelston Corporation）的股份，并逐渐将公司发展成一家新闻出版公司。该公司旗下的霍林格公司（Hollinger Inc.）曾拥有《每日电讯报》等重要英文报刊。
2001年，他获得英国的贵族头衔。后来由于尼科尔决议（Nickle Resolution）限制加拿大人成为英国贵族，他放弃了加拿大的国籍。2007年，他因五项诈骗罪被美国芝加哥地区法院判六年半监禁，其中两项后被推翻，但仍被判42个月监禁及12.5万美元罚款。2019年，特朗普在布莱克为他创作了一部传记后，将其特赦。

## 扩展阅读
- Bower, Tom: Conrad & Lady Black – Dancing on the Edge (London: HarperPress, 2006)
- Edge, Marc Asper Nation: Canada's Most Dangerous Media Company (2007), pp 70–97; ISBN 978-1-55420032-0
- Siklos, Richard. Shades of Black: Conrad Black — His Rise and Fall (McClelland & Stewart Ltd, 2004); ISBN 978-0-7710-8071-5
- Skurka, Steven. Tilted: The Trials of Conrad Black, 2nd ed. (Dundurn, 2011); ISBN 978-1-55488934-1